# Lista orașelor din Ungaria
Ungaria, la 15 Noiembrie 2013, avea 3152 de localități, din care 348  sunt declarate orașe. (în maghiară város — la singular și városok — la plural).
Numărul orașelor nu este fix deoarece frecvent unele localități au fost promovate luând titlul de oraș, prin intermediul unui act oficial semnat de către președintele republicii.
Capitala, Budapesta, nu aparține de niciun județ și posedă un teritoriu și un anume statut, în timp ce alte 23 de orașe sunt numite municipii (în maghiară megyei jogú város, care se traduce „oraș cu drepturi de județ”).
La trei orașe sunt recunoscute caracteristicile unei aglomerări: Budapesta, Miskolc și Pécs, în timp ce Győr este pe cale de a deveni al patrulea.
Cel mai populat oraș este Budapesta, iar cel mai puțin este Pálháza cu 1050 de locuitori, conform recensământului din 2011.

## Lista primelor 20 de orașe după numărul de locuitori
| Nume           | Populație (1949) | Maximul populație | Populație (2009) | Populația aglomerării urbane | Statut    |
| -------------- | ---------------- | ----------------- | ---------------- | ---------------------------- | --------- |
| Budapesta      | 1.590.316        | 2.059.226 (1980)  | 1.712.210▲       | 2.475.740 (2008)             | Capitală  |
| Debrecen       | 115.399          | 212.235 (1990)    | 206.225▲         | 237.888 (2005)               | Municipiu |
| Miskolc        | 109.841          | 208.103 (1980)    | 170.234▼         | 216.470 (2005)               | Municipiu |
| Seghedin       | 104.867          | 189 484 (1989)    | 169.030▲         | 201.307 (2005)               | Municipiu |
| Pécs           | 89.470           | 183 082 (1989)    | 156.974▲         | 179.215 (2005)               | Municipiu |
| Győr           | 69.583           | 130.476 (2009)    | 130.476▲         | 182.776 (2005)               | Municipiu |
| Nyíregyháza    | 56.334           | 118.795 (2001)    | 117.597▲         | -                            | Municipiu |
| Kecskemét      | 61.730           | 111.428 (2009)    | 111.428▲         | -                            | Municipiu |
| Székesfehérvár | 42.260           | 113 935(1989)     | 102.035▲         | -                            | Municipiu |
| Szombathely    | 47.589           | 87 997 (1989)     | 79.513▲          | -                            | Municipiu |
| Szolnok        | 37.520           | 79.619 (1985)     | 74.885▼          | -                            | Municipiu |
| Tatabánya      | 40.221           | 75.921 (1980)     | 70.333▼          | - 66.475                     | Municipiu |
| Kaposvár       | 37.945           | 74 101 (1979)     | 67.633▲          | - 64.201                     | Municipiu |
| Békéscsaba     | 44.053           | 68.044 (1980)     | 64.787▼          | - 60.726                     | Municipiu |
| Érd            | 16.444           | 63.669 (2009)     | 63.669▲          | Budapesta                    | Municipiu |
| Veszprém       | 20.682           | 66 280 (1989)     | 63.405▲          | -                            | Municipiu |
| Zalaegerszeg   | 21.668           | 62.121 (1990)     | 61.774▲          | -                            | Municipiu |
| Sopron         | 36.506           | 59.036 (2009)     | 59.036▲          | - 55.594                     | Municipiu |
| Eger           | 32.352           | 63 794 (1994)     | 56.429▲          | -                            | Municipiu |
| Nagykanizsa    | 33.158           | 54.052 (1990)     | 50.540▼          | -                            | Municipiu |

## Lista completă a orașelor din Ungaria
| - Abaújszántó - Abádszalók - Abaújszántó - Abony - Ács - Adony - Ajka - Albertirsa - Aszód - Bábolna - Bácsalmás - Badacsonytomaj - Baja - Baktalórántháza - Balassagyarmat - Balatonalmádi - Balatonboglár - Balatonföldvár - Balatonfüred - Balatonfűzfő - Balatonlelle - Balkány - Balmazújváros - Barcs - Bátaszék - Bátonyterenye - Bătania (Battonya) - Bichiș (Békés) - Bichișciaba (Békéscsaba) - Bélapátfalva - Berettyóújfalu - Berhida - Biatorbágy - Bicske - Biharkeresztes - Bodajk - Bóly - Bonyhád - Borsodnádasd - Budakeszi - Budaörs - Budapesta - Bük - Cegléd - Celldömölk - Cigánd - Csenger - Csepreg - Csongrád - Csorna - Csorvás - Csurgó - Dabas - Debrețin (Debrecen) - Demecser - Derecske - Dévaványa - Devecser - Diósd - Dombóvár - Dombrád - Dorog - Dunaföldvár - Dunaharaszti - Dunakeszi - Dunaújváros - Dunavarsány - Dunavecse - Edelény - Eger - Elek - Emőd - Encs - Enying - Ercsi - Érd - Fehérgyarmat | - Felsőzsolca - Fertőd - Fonyód - Fót - Füzesabony - Füzesgyarmat - Gárdony - Giula (Gyula) - Göd - Gödöllő - Gönc - Gyál - Gyomaendrőd - Gyömrő - Gyöngyös - Győr - Hajdúböszörmény - Hajdúdorog - Hajdúhadház - Hajdúnánás - Hajdúsámson - Hajdúszoboszló - Harkány - Hatvan - Herend - Heves - Hévíz - Hódmezővásárhely - Ibrány - Izsák - Jánoshalma - Jánossomorja - Jászapáti - Jászárokszállás - Jászberény - Jászfényszaru - Kaba - Kadarkút - Kalocsa - Kaposvár - Kapuvár - Karcag - Kazincbarcika - Kecel - Kecskemét - Kemecse - Kenderes - Kerekegyháza - Keszthely - Kisbér - Kisköre - Kiskőrös - Kiskunfélegyháza - Kiskunhalas - Kiskunmajsa - Kistarcsa - Kistelek - Kisújszállás - Kisvárda - Komádi - Komárom - Komló - Körmend - Kőszeg - Kunhegyes - Kunszentmárton - Kunszentmiklós - Lábatlan - Lajosmizse - Lengyeltóti - Lenti - Leta Mare (Létavértes) - Letenye | - Lőrinci - Macău (Makó) - Marcali - Máriapócs - Martfű - Martonvásár - Mátészalka - Mezőberény - Mezőcsát - Mezőhegyes - Mezőkovácsháza - Mezőkövesd - Mezőtúr - Mindszent - Miskolc - Mohács - Monor - Mór - Moragy - Mórahalom - Mosonmagyaróvár - Nádudvar - Nagyatád - Nagybajom - Eceda Mare (Nagyecsed) - Nagyhalász - Nagykálló - Nagykanizsa - Nagykáta - Nagykőrös - Nagymaros - Nyékládháza - Nyergesújfalu - Nyíradony - Nyírbátor - Nyíregyháza - Nyírlugos - Nyírtelek - Orosháza - Oroszlány - Ócsa - Ózd - Örkény - Őriszentpéter - Paks - Pannonhalma - Pálháza - Pápa - Pásztó - Pécel - Pécs - Pécsvárad - Pétervására - Pilis - Pilisvörösvár - Polgár - Polgárdi - Pomáz - Putnok - Püspökladány - Ráckeve - Rakamaz - Répcelak - Rétság - Sajószentpéter - Salgótarján - Sándorfalva - Sárbogárd - Șărcad (Sarkad) - Sárospatak - Sárvár - Sásd - Sátoraljaújhely - Sellye | - Siklós - Simontornya - Siófok - Solt - Soltvadkert - Sopron - Strigoniu (Esztergom) - Sümeg - Szabadszállás - Szarvas - Százhalombatta - Szécsény - Seghedin (Szeged) - Szeghalom - Székesfehérvár - Szekszárd - Szendrő - Szentendre - Szentes - Szentgotthárd - Szentlőrinc - Szerencs - Szigethalom - Szigetszentmiklós - Szigetvár - Szikszó - Szob - Solnoca (Szolnok) - Szombathely - Tab - Tamási - Tapolca - Tata - Tatabánya - Téglás - Tét - Tiszacsege - Tiszaföldvár - Tiszafüred - Tiszakécske - Tiszalök - Tiszaújváros - Tiszavasvári - Tokaj - Tolna - Tompa - Tótkomlós - Tököl - Törökszentmiklós - Tura - Túrkeve - Újfehértó - Újszász - Üllő - Vác - Vámospércs - Várpalota - Vásárosnamény - Vasvár - Vecsés - Velence - Veresegyház - Veszprém - Vésztő - Villány - Visegrád - Záhony - Zalaegerszeg - Zalakaros - Zalalövő - Zalaszentgrót - Zirc |